# Heekt

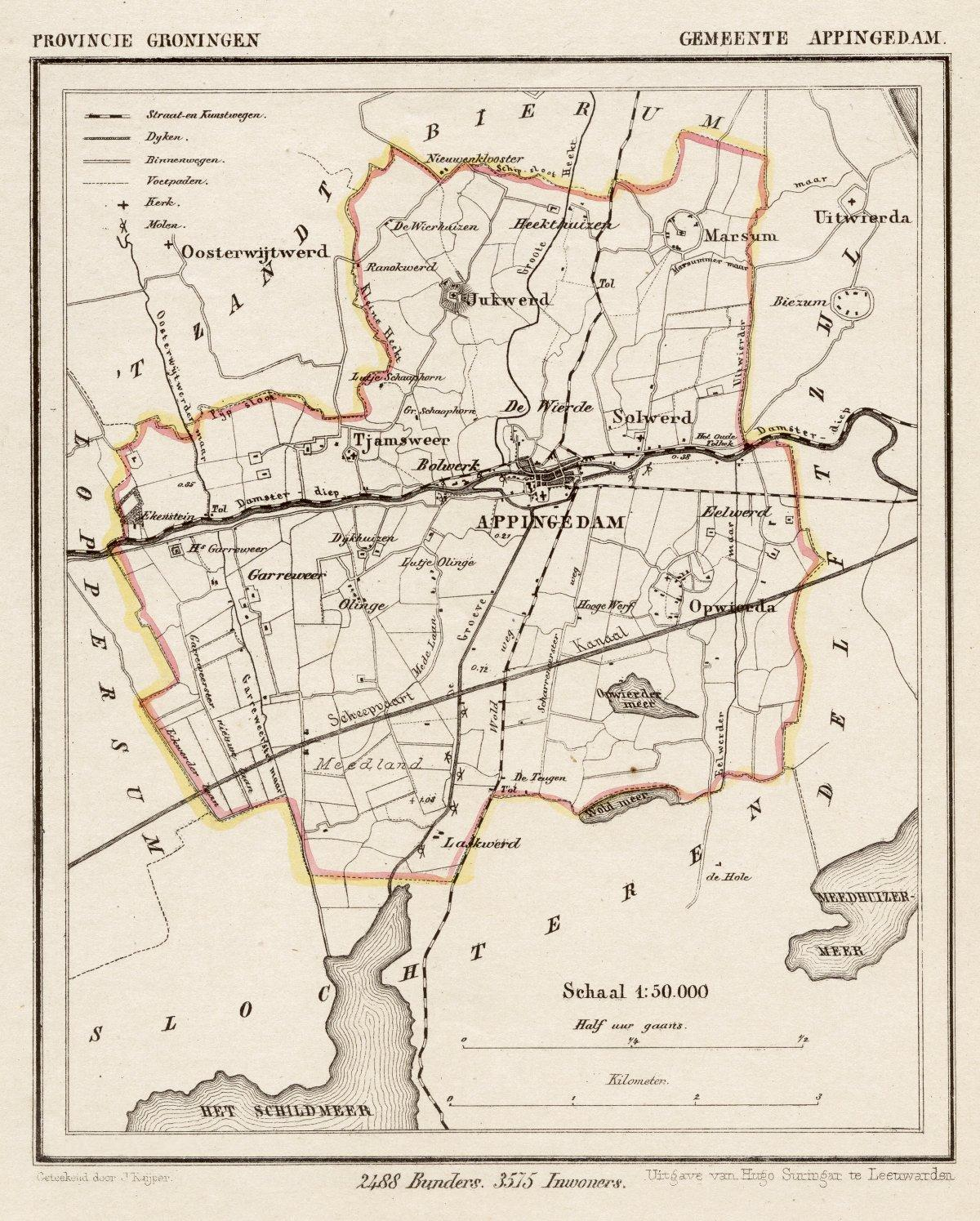
Heekthuizen, de Grote Heekt en de Kleine Heekt op een kaart uit ca. 1870 van de gemeente Appingedam.

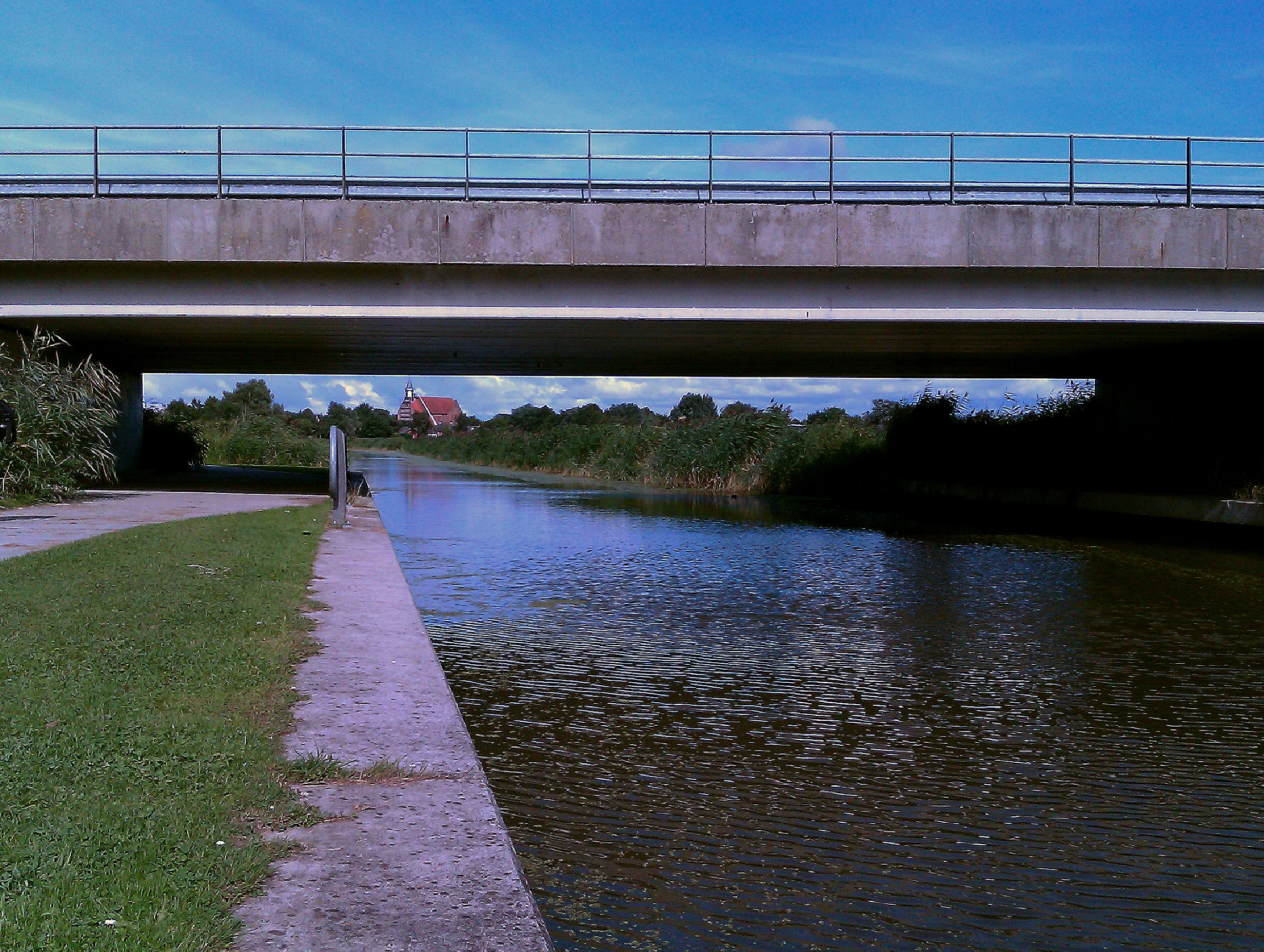
Holwierde gezien onder het viaduct van de Rijksweg 33 over de Groote Heekt.

Heekt is het grondwoord in de naam van enkele waterlopen (maren) en een voormalige buurtschap ten noorden van Appingedam in de Nederlandse provincie Groningen. Mogelijk vormden deze waterlopen oorspronkelijk een samenhangend stelsel dat water uit de omgeving van het Hoeksmeer afvoerde.

## Overzicht
Groote HeektHet ontwateringskanaal of riviertje tussen Holwierde en Appingedam, waar de Nieuwe Heekt uitmondt in het Damsterdiep. De Groote Heekt vormt de voortzetting van het Bierumermaar (tot de 20e eeuw ook wel Groote Heekt of Bierumerheekt genoemd) en een verdwenen kreek, die via de Gaarbindertocht bij Hoogwatum in zee uitmondde. Het stroombed en de oeverwallen van de Groote Heekt zijn in de 19e en 20e eeuw grotendeels afgegraven ten behoeve van de kleiwinning voor de plaatselijke steenfabrieken.
Kleine HeektHet riviertje tussen Krewerd en Tjamsweer, waar de loop oorspronkelijk in het Damsterdiep uitmondde. De Kleine Heekt vormt de voortzetting van enkele verdwenen kreken (waaronder de Oude Tochtsloot), die in verbinding stonden met het Leege Maar of Lijmaar. Het stroombed gaat in een boog om de voormalige wierde van Wierhuizen, doorsnijdt de huiswierde van Ranswerd en snijdt de voormalige wierde van Scharpehorn af van de rest van het kerspel Tjamsweer.
Nieuwe HeektHet omleidingskanaal rond De Wierde van Appingedam, in het verlengde van de Groote Heekt en omstreeks 1500 gegraven ter vervanging van de geblokkeerde loop door Appingedam. De brug over Nieuwe Heekt in de weg naar Jukwerd stond bekend als de Hambrug.
Oude HeektjeDe voormalige tochtsloot tussen de Groote Heekt en de Kleine Heekt; tevens de voortzetting van de Pijpsloot verder westelijk.
Olde HeektDe voormalige waterloop aan de oostzijde van De Wierde en langs de Netweg te Appingedam. Volgens 17e-eeuwse bronnen identiek aan de Appe of Oude Apt, een ontwateringsslootje ten zuiden van de kloosterwierde en ten oosten van het Bolwerk, dat in het Damsterdiep uitmondde. Oudere bronnen geven de naam Heekt tevens aan het gedempte Kattendiep of Zandtsterdiep.
HeekthuizenDe voormalige buurtschap of boerderij aan de Groote Heekt in het kerspel Jukwerd. Het aangrenzende gebied aan de overzijde van de Groote Heekt heette Langerijp en behoorde – in tegenstelling tot het aangrenzende gebied – tot het kerspel Holwierde (nu Appingedam). Hier was tevens de deftige boerderij Ballingeheem te vinden, die 1442 werd geschonken aan het Augustijnenklooster te Appingedam. Archeologische vondsten suggereren dat enkele huiswierden al uit de Vroege Middeleeuwen dateren.
Heektsatershet westelijke deel van het kerspel Holwierde met de dorpen Katmis en Nes wordt in 1344 genoemd als Heksetaclawa, dat is het kluft van de bewoners langs de Heekt.

## Naam
De naam Heek(t) is waarschijnlijk afgeleid van het Oud-Friese *haka 'hoek, haak' en als zodanig verwant met de naam voor de vissoort heekt en voor het Duitse Hecht, Middel-Nederduits heket 'snoek'. De bedoelde hoek is kennelijk de scherpe bocht bij Groepham ten zuiden van Holwierde, omstreeks 1470 up die Huck genoemd en in de 19e eeuw aangeduid als Botshorn. Het toponiem komt ook voor als naam voor een buurtschap en een meertje ten zuiden van Garrelsweer (Hoeksmeer, ca. 1445 Hokes mere) en als perceelsnaam bij in de omgeving van het Hoeksmeer (1470 in de Heeckste, de Heeke en Drie Heken).

## Historie
De Groote Heek vormde in de Middeleeuwen een belangrijke waterloop, die het Oosterambt en het Westerambt van Fivelingo van elkaar scheidde. Hij stroomde oorspronkelijk via de Gaarbindertocht bij Hoogwatum in zee, maar de monding werd vermoedelijk al in de 13e eeuw in de omgeving van Nansum afgesloten. In 1285 wordt in de omgeving van Appingedam de Hechissel (vermoedelijk een zijl of sluis) vermeld, waar een volksvergadering werd gehouden. Daarnaast was sprake van een vooraanstaande familie die aan de Heekt woonde, met name Dodo de Hek (1284) en Popeco de Hek (1344). In 1344 wordt verder de buurtschap van de aanwonenden van de Heekt (Heksetaclawa) binnen de rechtstoel van Holwierde en Marsum vermeld. Volgens de rechtshistoricus Cleveringa ging de westelijke helft van het kerspel Holwierde met hetdorp Katmis. Op de boerderij Heekthuizen bij Marssum woonde in de 16e eeuw eveneens een deftige boerenfamilie.
De Groote Heekt en de nabijgelegen wegen hadden vooral betekenis als handels- en scheepvaartroute. Als heerweg naar Holwierde diende aanvankelijk de Lange Rijp, later het Groen Laantje, ten slotte sinds 1845 de Holwierderweg. Inwoners van Spijk en Losdorp verklaarden in 1463 naar aanleiding van het instorten van de steenen brugge (Vlintenbrug) over het Damsterdiep dat deze route vanouds onse meene heerstrate was … thoe varen in den Woldt (Duurswold). Ook was er sprake van druk scheepvaartverkeer door de Heekt.
De Olde Heekt of Appe fungeerde tot 1686 tevens als grenssloot tussen de kerspelen Appingedam en Tjamsweer; het Oude Heektje vormde de grens tussen Jukwerd en Tjamsweer, terwijl de Groote Heekt de grens tussen Jukwerd en Holwierde markeerde. Onder de inwoners van Appingedam werd uitsluitend personen gerekend, die tusschen den Grove (Groeve) ende den olden Heeket woenachtig waren. Volgens een overlevering, genoteerd in 1674, was de Oude Apt vroeger "soo wijt ende diep … dat de schippers van Holwijrda en daeromterendt dieselve met haere scheepen waeren langhs komen vaeren, om haere waeren tot in Appinga-Dam te brengen". De kloosterlingen zouden hebben besloten de vaert buiten het clooster om te leggen omdat ze er flauw van waren door passerende schippers uitgescholden te worden. Kennelijk dacht men hierbij aan de aanleg van de Nieuwe Heekt, die hetgeen volgens een 17e-eeuwse aantekening ten tijde van pastoor Ulfardus Jacobi (ov. 1507) plaats had. Enkele jaren daarvoor (1501) was tevens een nieuwe gracht rondom het klooster gegraven teneinde de stad en het klooster beter verdedigbaar te maken.
Er zijn aanwijzingen dat de Olde Heekt of Appe aanvankelijk doorliep in de richting van het Kattendiep. In de jaren 1444, 1464 en 1472 werd vastgelegd dat de polders rond ’t Zandt mochten afwateren naar het Damsterdiep. In ruil daarvoor moesten zij de Heekt oftewel de grafft opschonen en vanuit de Heekt een kanaaltje naar het Damsterdiep graven, waardoor een deel van de toegenomen waterstroom veilig door Appingedam kon worden geleid. Het Kattendiep werd daarom aanvankelijk wel Zandtsterdiep genoemd. De naam Kattendiep wordt pas in 1749 vermeld.

## Reconstructie
Het is onduidelijk hoe de verschillende delen van de Heekt met elkaar in verbinding stonden. Goldhoorn (1948) oppert de gedachte dat de Groote Heekt oorspronkelijk de voortzetting vormde van de Groeve, waarvan de voorloper later gekanaliseerd zou zijn. Siemens (1957) denkt bij deze voorloper aan de Kromme Tocht langs de Olinger Meedelaan. Hoft (1990, 2007) meent dat de Kromme Tocht zich voortzette in de Appe, die zijns inziens een kronkelend verloop door het stadscentrum van Appingedam had, voordat hij in de Groote Heekt uitmondde. Knottnerus (2008) meent daarentegen dat de Heekt verder westelijk ontsprong, mogelijk vanaf het Hoeksmeer, vanwaar een rechte ontwateringssloot in de richting van Tjamsweer liep. Hij stelt dat het Oude Heektje, de Olde Heekt en het Kattendiep het tracé van een prehistorische geul volgen, die vanaf Garreweer nog in de ondergrond aanwezig is. De Kleine en Groote Heekt zouden mogelijk pas omstreeks de negende of tiende zijn gegraven om het water uit het laag gelegen gebied rond Appingedam naar het noorden af te voeren. Hun onderlinge verbinding werd vervolgens weer onderbroken door de aanleg van het Damsterdiep (mogelijk eind tiende eeuw).
Mogelijk heeft de voorloper van het Kattendiep zich oorspronkelijk voortgezet in de Oude Sijpe bij Solwerd. Kremer en Westendorp berichtten in 1839 over "een digt gewassen en geheel toegeslijkt oud stroombed … komende van de Kloosterwierde van Appingedam en loopende langs Uitwierde naar den Eemsdijk bij Trijnnaats". Door de kleiwinning zijn alle sporen daarvan uitgewist.

## De Appe
De naam Appe, Apt of Abt duikt voor het eerst op in geschreven stukken uit de 17e eeuw. Hij werd gebruikt voor een afwateringssloot langs de Kloosterwierde te Appingedam, die tevens als grenssloot met het kerspel Tjamsweer diende.Op enkele gedrukte kaarten staat de naam Appa bij het Oude Heektje onder Tjamsweer vermeld. De naam is waarschijnlijk ouder: -apa is een zeldzaam vroeg-Germaans hydroniem, dat onder andere voorkomt in de riviernaam Abelitz (een grenswatertje tussen de Krummhörn en het Brookmerland).
De naam Appe speekt nogal tot de verbeelding, omdat men meent dat Appingedam zijn naam aan een dam in het riviertje te danken zou hebben. Het watertje ontbreekt op de stadskaart van Jacob van Deventer (ca. 1567), die in plaats daarvan de in 1501 gegraven gracht door de kloosterwierde tekent. Predikant J.I. Harkenroht schreef in 1731 hij "naa veel zoeken en vragen eindelijk ook een watertje bij dezen ouden stad Appingedam gevonden, de Apt genoemt, zijnde buiten twijfel de Naamgever dezer stadt". Stadsgeschiedschrijver H.P. Steenhuis had zijn twijfels en schreef in 1828: "Wat mij aangaat, ik geloof niet, dat de Apt ooit in het Damsterdiep geloopen heeft, maar wel in de Heekte. De Apt die men als de scheiding tusschen Appingedam en Tjamsweer aanwijst, is eene scheidings-greppel, en afwatering voor de huizen aan de Broerstraat, Bolwerk oostzijde, doch verder niet meer". Desondanks tekende hij het watertje wel op zijn historische stadskaart uit 1833. Scepsis overheerste bij A.S. de Blécourt (1929), die stelde dat er "een mysterie over dat riviertje de Apt" zweefde.
Auke Hoft (1990) toonde aan dat de Appe in vele schouwregisters en koopakten uit de 17e eeuw voorkomt. In berichten over twee grachtrestanten in de omgeving van de Wijkstraat zag hij sporen van het vervolg van deze rivier. Zijns inziens is Appingedam ontstaan als een dam in de Appe ter hoogte van de Dijkstraat. Archeologische vondsten ondersteunen deze these niet.
Op naamkundige gronden is een afleiding van de naam Appingedam van de riviernaam Appe onwaarschijnlijk. Dergelijke vormen komen in de Middeleeuwen alleen voor bij landschapsnamen als Fivelingo.
De naam Kleine Appe wordt tevens gebruikt voor een ontwateringssloot in Lutje Oling (Leliesingel, Bieslaan, Meerkoetlaan). Of we hier te maken hebben met een historische naam is onduidelijk.